# Тетрасульфид трипразеодима
Тетрасульфид трипразеодима — бинарное неорганическое соединение,
соль празеодима и сероводородной кислоты
с формулой Pr3S4,
кристаллы.

## Получение
- Сплавление стехиометрических количеств чистых веществ[1]:

{\displaystyle {\mathsf {3Pr+4S\ {\xrightarrow {1900-1950^{o}C}}\ Pr_{3}S_{4}}}}

## Физические свойства
Тетрасульфид трипразеодима образует кристаллы
тетрагональной сингонии,
пространственная группа I 42d,
параметры ячейки a = 0,8539 нм, c = 0,8539 нм, Z = 4

.
Соединение плавится при температуре 2037°С
и имеет область гомогенности Pr3S4÷4,5.